# Codex Aleppo

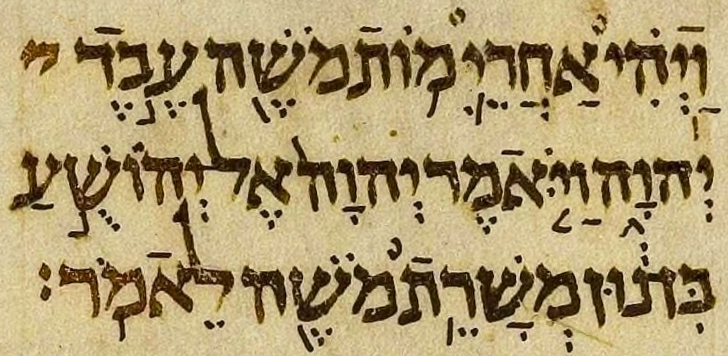
Apropiere de Codex Aleppo, Iosua

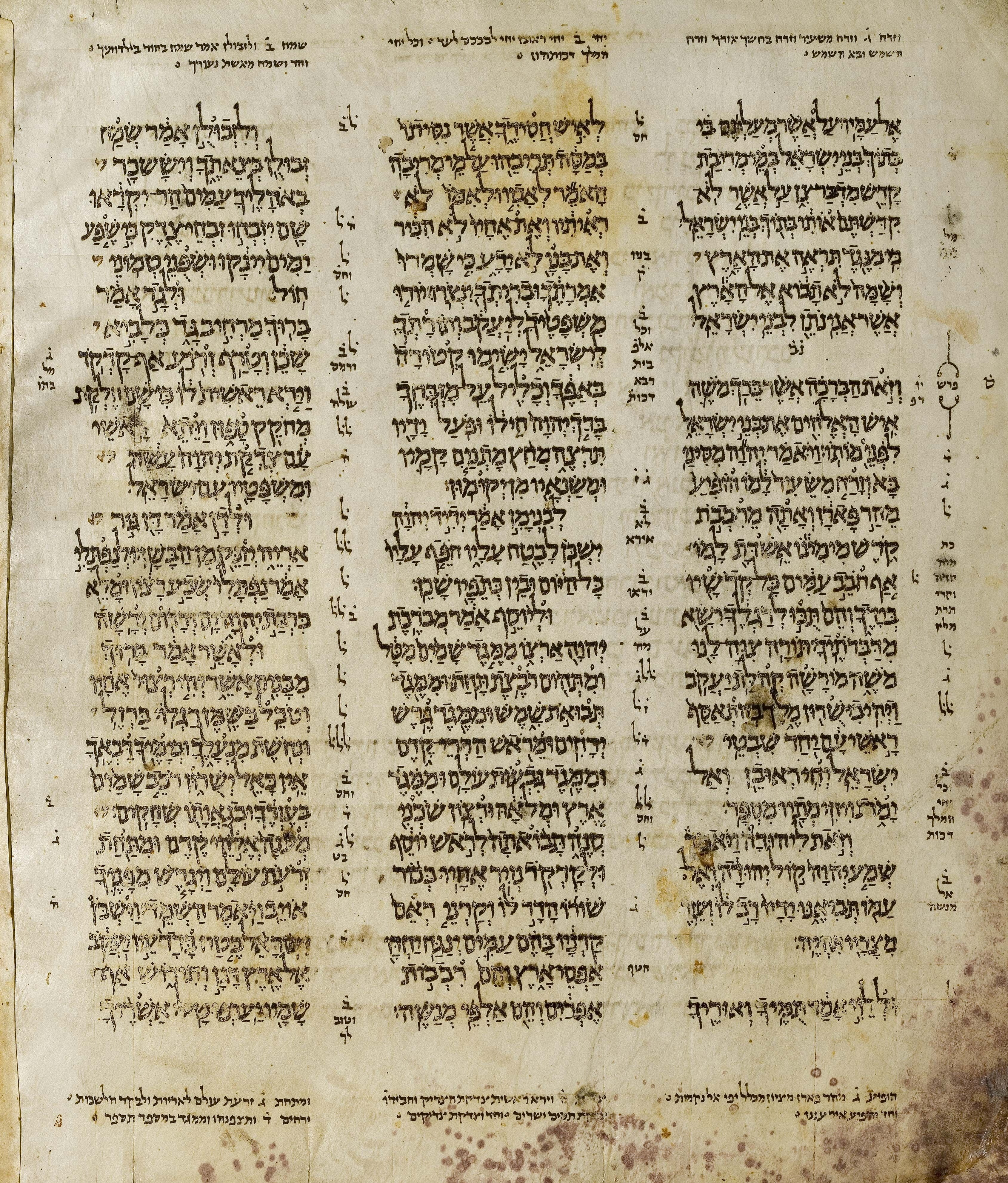
Pagină din Codex Aleppo, cartea Deuteronom

Codexul Aleppo (în ebraică כֶּתֶר אֲרָם צוֹבָא, romanizat: Cętęr Aērām Țōvāe, lit. „Coroană din ARAM TOVA”, Siria Centrală) este un manuscris medieval legat al Bibliei ebraice. Codexul a fost scris în orașul Tiberia în secolul al X-lea d.Hr. (circa în anul 920) sub conducerea Califatului Abbasid, și pentru acuratețea cum este scris a fost preferat de către Maimonide. Împreună cu Codexul Leningrad (Codex Leningradensis), conține textul masoretic tradițional al lui Ben-Asher.
Codexul a fost păstrat timp de cinci secole în Sinagoga centrală din Aleppo, până când aceasta a fost incendiată în timpul revoltelor anti-evreiești din 1947. Soarta codexului în deceniul următor este neclară: când a reapărut în Israel, în 1958, aproximativ 40% din manuscris, inclusiv majoritatea secțiunii Torah, lipsea și de atunci au fost recuperate doar două file suplimentare. Presupunerea inițială, că paginile lipsă au fost distruse în focul sinagogii, a fost din ce în ce mai contestată, alimentând speculațiile că acestea se află în colecții private.
Porțiunea din codex care s-a păstrat este găzduită în Altarul Cărții de la Muzeul Israel din Ierusalim.

## Nume
Numele ebraic este כֶּתֶר אֲרָם צוֹבָא Keter Aram Țova, tradus drept „Coroana din Aleppo“, unde Keter înseamnă „coroană“, iar Aram Țova e un oraș biblic, încă neidentificat în Siria modernă, al cărui nume a fost folosit din secolul al XI-lea, înainte de Prima Cruciadă, conform cu unele surse rabinice și de evreii sirieni, în zona Alepului din Siria.

## Istoric

### Prezentare generală

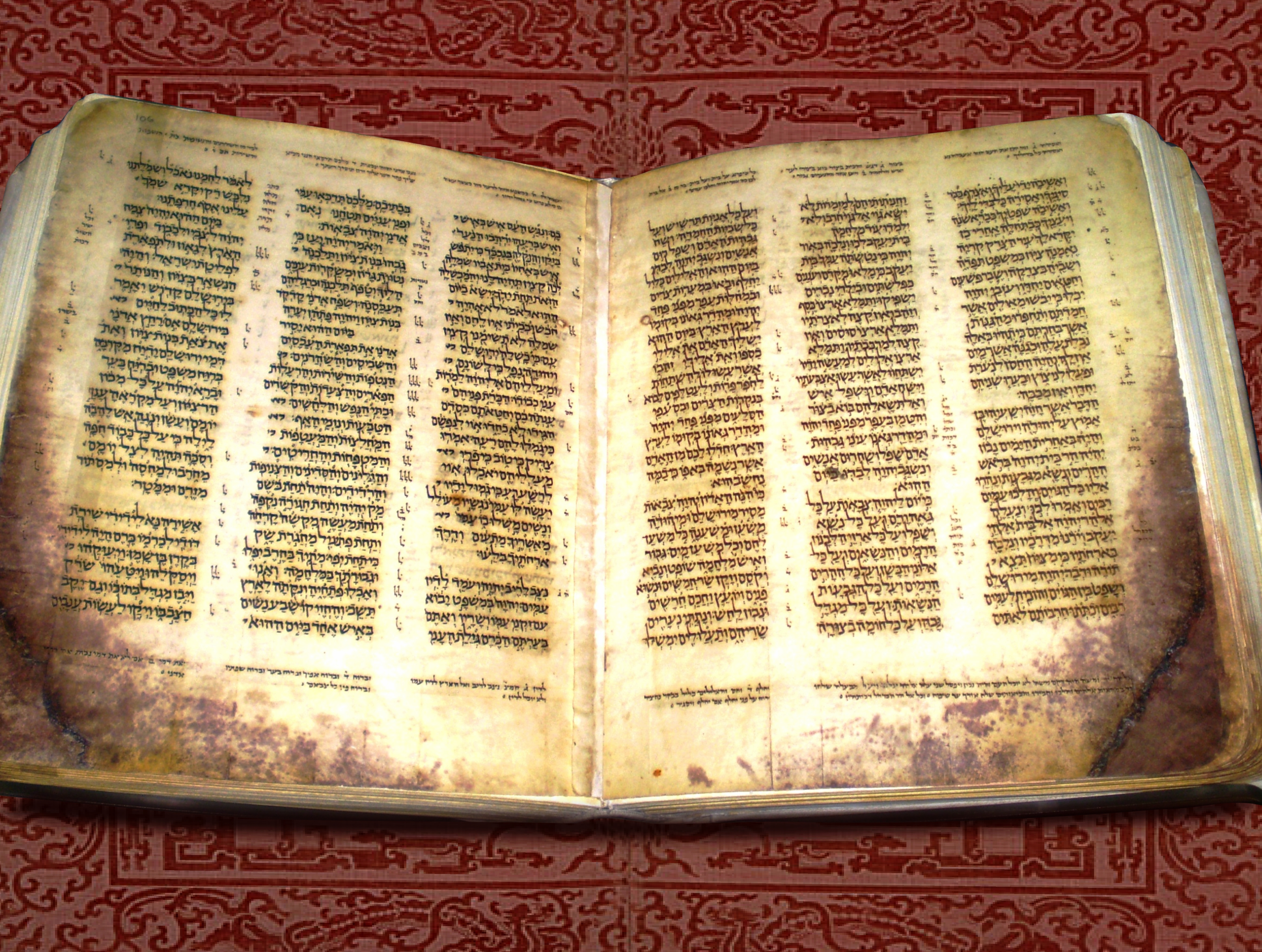
Numere ale Ieșayiahu Mișara (Isaia), capitole III, IV, și V, pe cele 6 coloane deschise de la dreapta spre stânga.

Comunitatea evreiască karaită din Ierusalim a cumpărat codexul la aproximativ o sută de ani după ce a fost creat. Când cruciații au cucerit Ierusalimul, în 1099, sinagoga a fost jefuită și codul a fost reținut pentru o răscumpărare ridicată, care a fost plătită cu bani veniți din Egipt, conducând la transferul codexului acolo. A fost păstrat la Karaiți, apoi la sinagoga rabanită din vechiul Cairo, unde a fost consultată de Maimonide, care a descris-o ca pe un text de încredere al tuturor evreilor erudiți. Se zvonește că, în 1375, unul dintre descendenții lui Maimonide l-a adus la Aleppo, Siria, ceea ce a dus la denumirea actuală.
Codexul a rămas în Siria timp de aproape șase sute de ani. În 1947, răzvrătiții, înfuriați de Planul de împărțire a Națiunilor Unite pentru Palestina, au ars sinagoga unde a fost păstrat. Codexul a dispărut, apoi a reapărut, în 1958, când a fost introdus prin contrabandă, în Israel, de evreul sirian Murad Faham și prezentat președintelui statului, Yitzhak Ben-Zvi. La câtva timp după sosire, s-a constatat că unele părți din codex se pierduseră. Codexul Aleppo a fost încredințat Institutului Ben-Zvi și Universității Ebraice din Ierusalim. În prezent (2019), este expus în Altarul Cărții la Muzeul Israel din Ierusalim.
Codexul Aleppo a fost propus de Israel pentru a fi inclus în Registrul Memoria Lumii al Patrimoniului UNESCO și din 2015 este, astfel, înregistrat în Patrimoniul Mondial.

### Răscumpărare de la cruciați (1100)
Comunitatea evreiască karaită din Ierusalim a primit cartea de la Israel ben Simha din Basra, cândva, între 1040 și 1050. A fost îngrijită de frații Hizkiyahu și Joshya, lideri religioși karaiți care s-au mutat în cele din urmă la Fustat (astăzi parte a vechiului Cairo), în 1050. Cu toate acestea, codexul a rămas în Ierusalim până în ultima parte a secolului respectiv. După Asediul Ierusalimului (1099) în timpul Primei Cruciade, cruciații au păstrat codexul și alte lucrări sfinte pentru răscumpărare, împreună cu supraviețuitorii evrei. Site-ul Aleppo Codex citează două scrisori din Cairo Geniza, care descriu modul în care locuitorii din Ashkelon au împrumutat bani din Egipt pentru a plăti cărțile. Aceste scrisori iudeo-arabe au fost descoperite de istoricul evreu Shelomo Dov Goitein, în 1952. Scrisoarea bătrânilor karaiți din Ascalon, care e cea mai descriptivă dintre cele două, afirmă că banii împrumutați din Alexandria au fost folosiți pentru „răscumpărarea a două sute treizeci de codexuri biblice, alte sute de volume și opt suluri ale Torei”. Documentele au fost transportate în Egipt printr-o diligență condusă și finanțată de proeminentul oficial alexandrin Abu'l-Fadl Sahl b. Yūsha 'b. Sha'yā, care a fost la Ascalon pentru nunta sa, la începutul anului 1100. Inscripțiile iudeo-arabe de pe prima pagină a codexului menționează că acesta a fost „transferat la Sinagoga Ierusalimului din Fustat”. Site-ul web Codex Aleppo dezvăluie modul în care i-a fost schimbat proprietarul.

### În Aleppo
Comunitatea din Aleppo a păstrat cu devotament Codexul, timp de aproximativ 600 de ani, împreună cu alte trei manuscrise biblice, într-un dulap special (mai târziu, un seif de fier), într-o capelă din subsol a Sinagogii Centrale din Aleppo, presupusă a fi fosta Peșteră a lui Ilie. A fost considerată drept cea mai sacră posesie a comunității: cei aflați în necazuri se rugau înaintea ei și jurămintele erau făcute pe aceasta. Comunitatea a primit întrebări de la evreii din întreaga lume, care au cerut verificarea diferitelor detalii textuale, prin corespondență, care se păstrează în literatura primită și care permite reconstituirea anumitor detalii din părțile care lipsesc astăzi. Cel mai important, în anii 1850, Shalom Shachne Yellin și-a trimis ginerele, Moses Joshua Kimchi, la Alep, pentru a copia informații despre Codex; Kimchi a stat timp de câteva săptămâni și a copiat mii de detalii despre codex pe marginile unei biblii mici scrisă de mână. Existența acestei biblii a fost cunoscută de cărturarii din secolul al XX-lea, din cartea Ammudé Shesh, de Shemuel Shelomo Boyarski, iar apoi biblia respectivă a fost descoperită de Yosef Ofer, în 1989.
Cu toate acestea, comunitatea a limitat accesul direct la manuscris al străinilor, în special al cercetătorilor din vremurile moderne. Paul E. Kahle, când a revizuit textul Biblia Hebraica, în anii 1920, a încercat și nu a reușit să obțină o copie fotografică. Acest lucru l-a forțat să folosească, în schimb, Codexul Leningrad, pentru a treia ediție, care a apărut în 1937.

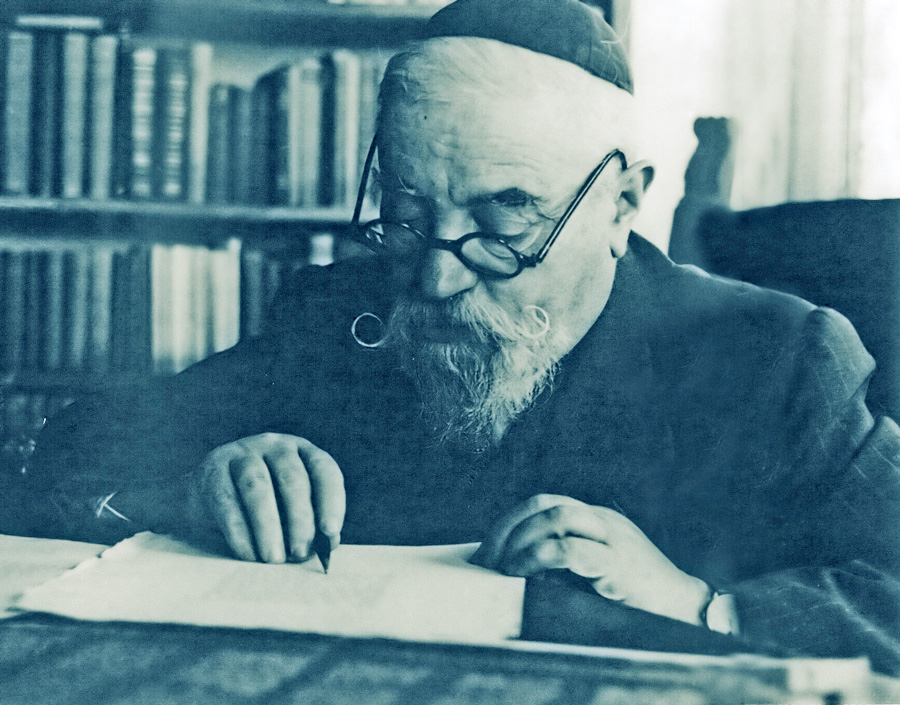
Umberto Cassuto, totodată cunoscut ca Moșe David Cassuto, unul din măreții cărturari ai Keter

Singurul savant modern, căruia i s-a permis să o compare cu o biblie ebraică tipărită standard și să ia notițe despre diferențe, a fost Umberto Cassuto, care a examinat-o în 1943. Acest secret a făcut imposibilă confirmarea autenticității codexului și, într-adevăr, Cassuto s-a îndoit că era Codexul lui Maimonide, deși a fost de acord că data din secolul al X-lea.

### Pierderea paginilor (1947–1958)

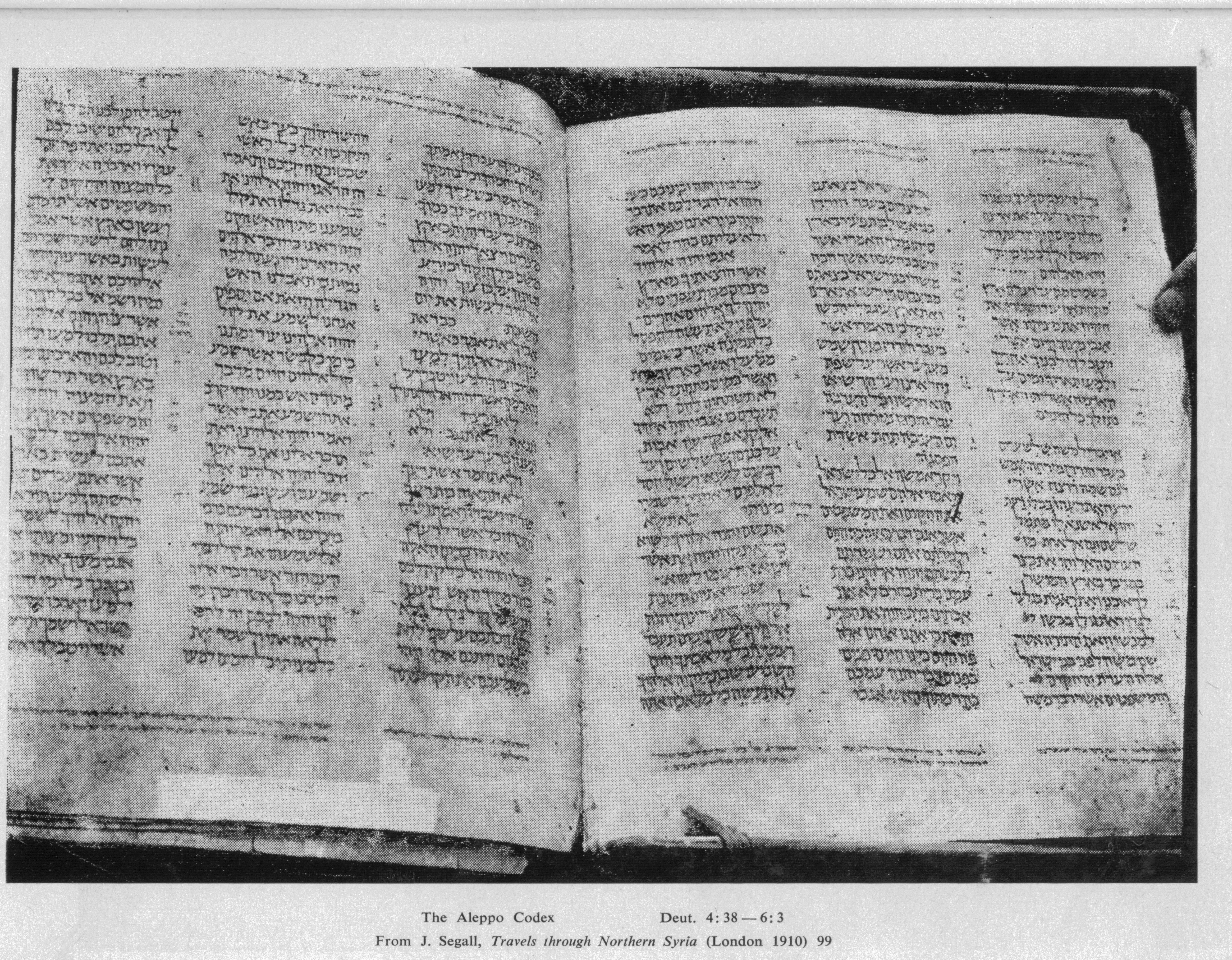
Fotografie a paginii lipsă

În timpul revoltelor anti-evreiești, din Aleppo din 1947, vechea sinagogă a comunității a fost arsă. Mai târziu, în timp ce codexul se afla în Israel, s-a constatat că nu au supraviețuit mai mult de 294 din cele 487 de pagini originale (estimate).
Foile lipsă sunt un subiect de acerbă controversă. Inițial, s-a crezut că au fost distruse de foc, dar analiza științifică nu a găsit dovezi că focul a atins codexul în sine (semnele întunecate de pe pagini se datorează ciupercilor). Unii cercetători acuză, în schimb, pe membrii comunității evreiești că au smuls foile lipsă și le-au ținut ascunse în mod privat. Două porțiuni din manuscris lipsă, o singură foaie completă din Cartea Cronicilor și un fragment de pagină din Cartea Exodului, au fost prezentate din astfel de surse, în anii 1980, lăsând deschisă posibilitatea ca și mai multe să fi supraviețuit revoltelor din 1947. În special, cartea din 2012, The Aleppo Codex, de Matti Friedman, atrage atenția asupra faptului că martorii oculari din Aleppo, care au văzut codexul la scurt timp după incendiu, au raportat în mod constant că a fost complet sau aproape complet, și atunci nu există nicio explicație pentru mai mult de un deceniu, până a ajuns în Israel și a fost introdus, în 1958, în Institutul Ben-Zvi, moment în care se prezenta așa cum a fost descris în prezent; cartea sa sugerează o serie de posibilități pentru pierderea paginilor, inclusiv furtul în Israel.
Realizatorul de documentare Avi Dabach, strănepotul lui Chacham Ezra Dabach (unul dintre ultimii îngrijitori ai codexului când era încă în Siria), a anunțat în decembrie 2015 despre un viitor film care urmărește istoria codexului și, eventual, va determina soarta paginilor dispărute.

### În Israel

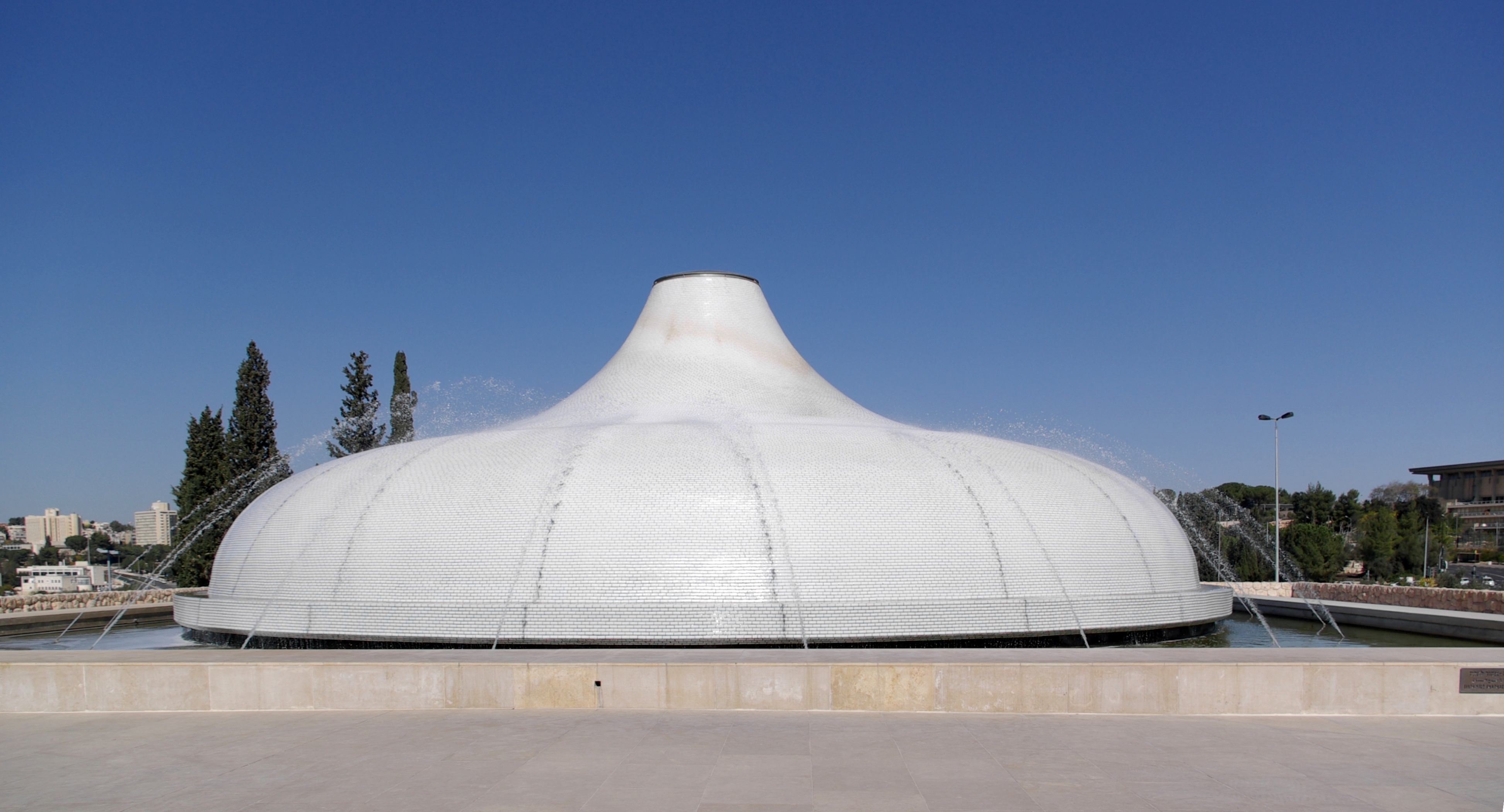
Vedere exterioară a Altarului Cărții

În ianuarie 1958, Codexul Aleppo a fost introdus ilegal din Siria și trimis la Ierusalim pentru a fi pus în grija rabinului șef al evreilor din Aleppo. A fost dat mai întâi lui Shlomo Zalman Shragai de la Agenția Evreiască, care a mărturisit ulterior că acesta era complet sau aproape la vremea respectivă. Mai târziu, în acel an, a fost dat Institutului Ben-Zvi. Tot în 1958, comunitatea evreiască din Alep a dat în judecată Institutul Ben-Zvi pentru returnarea codexului, dar instanța a decis împotriva lor și a oprit publicarea procedurilor.
La sfârșitul anilor 1980, codexul a fost plasat în Altarul Cărții de la Muzeul Israel. Acest lucru a dat, în cele din urmă, cărturarilor șansa de a-l examina și de a lua în considerare afirmațiile că este într-adevăr manuscrisul la care se referă Maimonide. Lucrarea lui Moshe Goshen-Gottstein de pe cele câteva pagini supraviețuitoare ale Torei pare să fi confirmat aceste afirmații fără vreo îndoială rezonabilă. Goshen-Gottstein a sugerat (în introducerea reeditării facsimile a codexului) că, nu numai că a fost cea mai veche biblie masoretică cunoscută într-un singur volum, ci a fost pentru prima dată când un Tanakh complet a fost produs de una sau două persoane ca o entitate unitară, într-un stil consistent.

#### Încercări de reconstrucție
Mai târziu, după ce universitatea i-a refuzat accesul la codex lui Mordechai Breuer, acesta a început propria reconstrucție a textului masoretic pe baza altor manuscrise antice bine cunoscute. Rezultatele sale s-au potrivit aproape exact cu Codexul Aleppo. Astfel, astăzi, versiunea lui Breuer este utilizată în mod autoritar pentru reconstrucția porțiunilor lipsă ale Codexului Aleppo. Coroana Ierusalimului (כתר ירושלים, Keter Yerushalayim, lit. „Coroana Ierusalim”), tipărită la Ierusalim, în anul 2000, este o versiune modernă a Tanakh-ului bazată pe Codex Aleppo și pe opera lui Breuer: folosește un tipar nou conceput, bazat pe caligrafia codexului, folosind fontul Keter Aram Tova, și se bazează pe formatul paginii codexului original.

## Superstiții
În comunitatea evreiască din Aleppo și la descendenții lor din diaspora post-1947, credința a fost întotdeauna că acest codex deține o mare putere magică și că cea mai mică bucată din el poate asigura sănătatea și bunăstarea proprietarului său. Din punct de vedere istoric, se credea că femeile care aveau voie să-l privească vor rămâne însărcinate și că cei care se ocupau de cheile boltei codexului erau binecuvântați. Pe de altă parte, bătrânii din comunitate au scris în partea de sus a unor pagini „Sacrul lui IAHVEH să nu fie vândut sau întinat” și „Blestemat cel care îl fură și blestemat cel care îl vinde”. Comunitatea se temea să fie distrusă de o ciumă, dacă ar fi pierdut codexul, și credeau că cel care l-ar fura sau vinde ar fi lovit de blestem.

## Text autoritar
Consoanele din codex au fost copiate de către scribul Shlomo ben Buya'a din Palestina, în jurul anului 920. Textul a fost apoi verificat, vocalizat și furnizat cu note masoretice de Aaron ben Moses ben Asher, ultimul și cel mai proeminent membru al dinastiei ben Asher, de gramaticieni din Tiberias, rivali ai școlii ben Neftali. Tradiția lui Ben Asher a devenit cea acceptată pentru Biblia ebraică. Vocalizarea lui Ben Asher este târzie și în multe privințe artificială, în comparație cu alte tradiții și tendințe care se apropie de perioada ebraică biblică vorbită.
Codexul Leningrad, care datează aproximativ în același timp cu cel din Aleppo a fost considerat de Paul E. Kahle ca fiind un produs la scriptoriumul lui ben Asher. Cu toate acestea, colofonul său indică doar că a fost corectat după manuscrise scrise de ben Asher, și nu există dovezi că Ben Asher însuși l-a văzut vreodată. Totuși, același lucru este valabil și pentru Codex Aleppo, care aparent nu a fost vocalizat de Ben Asher însuși, deși un colofon ulterior, care a fost adăugat la manuscris după moartea sa, îi atribuie vocalizarea.
Comunitatea din Damasc poseda o variantă a Codexului Aleppo, cunoscută sub numele de Pentateuhul din Damasc, în cercurile academice, și „Damascul Keter” sau „Coroana Damascului”, în cercurile evreiești tradiționale. A fost scris și în Israel, în secolul al X-lea, și este păstrat acum la Biblioteca Națională a Israelului, ca „ms. Ev 5702 ". Este disponibil online aici. (Acesta nu trebuie confundat cu un alt Dameter Keter, de origine medievală spaniolă).
Codexul Aleppo a fost manuscrisul folosit de Maimonide, atunci când a stabilit regulile exacte pentru scrierea sulurilor Torei, Hilkhot Sefer Torah („Legile pergamentului Torei”), în Tora lui Mishneh. Această hotărâre halachică a dat Codexului Aleppo sigiliul autorității textuale supreme, dar numai în ceea ce privește tipul de spațiu precedent secțiunilor (petuhot și setumot) și pentru modul de scriere a cântărilor în Pentateuh. „Codexul pe care l-am folosit în aceste lucrări este codexul cunoscut în Egipt, care include 24 de cărți, care se afla la Ierusalim”, a scris el. David ben Solomon ibn Abi Zimra mărturisește că acesta este același codex care a fost transferat ulterior la Aleppo.

## Descriere fizică
Codexul, așa cum se prezintă acum în Muzeul Israelului, unde este păstrat într-un seif, este format din cele 294 de pagini livrate de Institutul Ben-Zvi, plus o pagină completă și o secțiune din a doua, recuperată ulterior. Paginile sunt păstrate nelegate și scrise pe ambele fețe. Fiecare pagină este pergament, 33 cm înălțime cu 26,5 cm lățime (13 inci x 10,43 inci). În special, există doar ultimele câteva pagini ale Torei. Cerneala a fost realizată din trei tipuri de gală (cecidie sau gogoașă de cerneală), măcinate și amestecate cu funingine negre și sulfat de fier.
Manuscrisul a fost restaurat de specialiști ai Muzeului Israel, al cărui director a declarat că, având în vedere istoria codexului,acesta este „într-o stare remarcabil de bună”. Marcajele violete de pe marginile paginilor s-au dovedit a fi mai degrabă mucegai, decât daune provocate de incendiu.

## Conținutul Codexului
Când Codexul Aleppo a fost completat (până în 1947), a urmat tradiția textuală a Tiberiei în ordinea cărților sale, similară cu Codexul Leningrad și care se potrivește și cu tradiția ulterioară a manuscriselor biblice sefarde. Tora și Profeții apar în aceeași ordine găsită în majoritatea bibliilor ebraice tipărite, dar ordinea cărților pentru Ketuvim sau Scrieri diferă semnificativ. În Codex Aleppo, ordinea Ketuvim este Cărțile Cronicilor, Psalmilor, Cartea lui Iov, Cartea Proverbelor, Cartea Rut, Cântarea Cântărilor, Eclesiastul, Cartea Plângerilor, Cartea Estera, Cartea lui Daniel și Cartea lui Ezra, precum și Cartea lui Neemia.
Patru dintre cele cinci cărți ale Pentateum-ului sau ale Torei lipsesc aproape complet, iar a cincea carte - numită Davarim sau Deuteronom - începe doar la capitolul 28. Ultimele cinci cărți din serie - Ecleziastul, Plângerile, Estera, Daniel și Ezra - au dispărut și ele.
Părțile păstrate din Torah sunt:
Geneza 26:14-27;
Deuteronom 28:17, până la sfârșitul Torei.
Părțile lipsă ale Neviim sau ale Profeților și ale Chetuvim sau ale Scrierilor sunt:
Lipsesc din cartea Bet Melekim sau  Doi regi 14:21-18, 14:13; II Cronici 26:19–35:7;
Lipsește din cartea Profetul Ieremia 29:9-11:5; 32:2-4, 32:9-11, 32:21-24;
Lipsește din cartea Profetul Amos 8:12 sau 8:13; 
Lipsește din cartea Profetul Mica 5:1; 
Lipsește de la cartea Țefania 3:20, până la Zaharia 9:17;
Lipsește din Psaltire: Psalmi lipsă 15:1, la 25:1 sau până la 25:2 (enumerarea MT);
Lipsește din Cântarea Cântărilor: 3:11 până la sfârșitul derulării de la muzeu (în 2021);
Lipsesc integral cărțile: Ecleziastul, Plângerile, Estera, Daniel și Ezra-Neemia.

## Ediții moderne
În ultimele trei decenii, în Israel au fost publicate mai multe ediții complete sau parțiale ale Tanakhului bazate pe Codexul Aleppo, unele dintre ele sub auspiciile academice ale universităților israeliene. Aceste ediții încorporează reconstrucții ale părților lipsă ale codexului pe baza metodologiei lui Mordechai Breuer sau a unor sisteme similare și luând în considerare toate mărturiile istorice disponibile despre conținutul codexului.
Tanakh complet: Acestea sunt ediții complete ale Tanakhului, de obicei într-un singur volum (dar uneori vândute și în trei volume și, după cum s-a menționat, în mai multe). În afară de ultimele, ele nu includ notele masoretice ale Codexului Aleppo.
1. Ediția Mossad HaRav Kook, Mordechai Breuer, ed. Torah (1977); Nebi'im (1979); Ketubim (1982); Tanakh complet, într-un singur volum, 1989. Aceasta a fost prima ediție care a inclus o reconstrucție a literelor, vocalelor și semnelor de cantilație în părțile lipsă ale Codexului Aleppo. Mossad HaRav Kook își folosește și textul Breuer în alte ediții ale Bibliei pe care le publică, inclusiv comentariul său Da'at Mikrah (complet în 30 de volume) și ediția sa Torat Hayim a lui Mikraot Gedolot, care include până acum Torah (7 vol.), Psalmi (3 vol.), Proverbe (2 vol.) și Cele cinci suluri (3 vol.), precum și unele texte non-biblice.
2. Editori Horev, Ierusalim, 1996–98. Mordechai Breuer - Ed. aceasta a fost prima ediție care încorpora informații nou descoperite pe parashah diviziunile din Codexul Alep pentru Nebi'im și Ketubim. Textul lui Horev Tanakh a fost retipărit în mai multe forme cu diferite comentarii de către același editor, inclusiv un Mikraot Gedolot despre Tora.[25]
3. Coroana Ierusalimului: Biblia Universității Ebraice din Ierusalim, 2000. Editat conform metodei lui Mordechai Breuer sub supravegherea lui Yosef Ofer, cu corecții suplimentare și îmbunătățiri de la ediția Horev.[25]
4. Jerusalem Simanim Institute, Feldheim Publishers, 2004 (publicat în ediții cu un volum și trei volume).[25][26]
5. Mikraot Gedolot Haketer, Universitatea Bar-Ilan (1992 – prezent). O ediție critică în mai multe volume a bibliei rabinice Mikraot Gedolot, conține în 21 de volume următoarele cărți: Geneza (2 vol.), Exodul (2 vol.), Leviticul, Numere, Deuteronom, Iosua și Judecători (1 vol.), Samuel, Regii, Isaia, Ieremia, Ezechiel, Profeți minori, Psalmi (2 vol.), Proverbe, Iov, Cele cinci suluri (1 vol.), Daniel-Ezra-Neemia (1 voi.), Cronici. Include notele masoretice ale Codexului Aleppo și un nou comentariu la acestea. Diferă de reconstrucția și prezentarea Breuer prin câteva detalii masoretice.

Tanakh complet online:
- Mechon Mamre oferă o ediție online a Tanakh-ului, bazată pe Codex Aleppo și manuscrisele cu Vocalizare Tiberiană înrudite. Reconstituirea textului lipsă se bazează pe metodele lui Mordechai Breuer. Textul este oferit în patru formate: (a) text-literă masoretică, (b) text-literă „complet” (fără legătură cu ortografia masoretică), (c) text masoretic cu vocale (niqqud) și (d) text masoretic cu vocale și semne de cantilație. Vedeți legăturile externe de mai jos.
- „Miqra conform Mesorah” este o versiune digitală experimentală a Tanakh-ului, bazată pe Codex Aleppo, cu documentație completă a politicii editoriale și implementarea acesteia (rezumat în limba engleză).
- Text complet al Keter: https://www.mgketer.org

Ediții parțiale:
- Proiectul biblic al Universității Ebraice (Isaia, Ieremia, Ezechiel), include notele masoretice ale Codexului Aleppo.